# Список наград и номинаций сериала «Доктор Хаус»
За всё время трансляции сериал «Доктор Хаус» участвовал в 169 номинациях и получил 56 наград.

## Премия «Эмми»

### Прайм-таймовая премия «Эмми»
| Год  | Категория                                             | Номинант(ы)                          | Результат |
| ---- | ----------------------------------------------------- | ------------------------------------ | --------- |
| 2005 | Лучшая мужская роль в драматическом телесериале       | Хью Лори (эпизод «Детоксикация»)     | Номинация |
| 2005 | Лучший сценарий драматического телесериала            | Дэвид Шор (эпизод «Три истории»)     | Победа    |
| 2007 | Лучший драматический сериал                           | «Доктор Хаус» (эпизод «Недоумок»)    | Номинация |
| 2007 | Лучшая мужская роль в драматическом телесериале       | Хью Лори (эпизод «Недоумок»)         | Номинация |
| 2007 | Лучший приглашённый актёр в драматическом телесериале | Дэвид Морс (эпизод «В поисках Иуды») | Номинация |
| 2008 | Лучший драматический сериал                           | «Доктор Хаус» (эпизод «Во льдах»)    | Номинация |
| 2008 | Лучшая мужская роль в драматическом телесериале       | Хью Лори (эпизод «Голова Хауса»)     | Номинация |
| 2008 | Лучшая режиссура драматического телесериала           | Грег Яйтанс (эпизод «Голова Хауса»)  | Победа    |
| 2009 | Лучший драматический сериал                           | «Доктор Хаус»                        | Номинация |
| 2009 | Лучшая мужская роль в драматическом телесериале       | Хью Лори (эпизод «У меня под кожей») | Номинация |
| 2010 | Лучшая мужская роль в драматическом телесериале       | Хью Лори (эпизод «Сломленный»)       | Номинация |
| 2011 | Лучшая мужская роль в драматическом телесериале       | Хью Лори (эпизод «После работы»)     | Номинация |

### Творческая церемония «Эмми»
| Год  | Категория                                                                | Номинант(ы)                                                                               | Результат |
| ---- | ------------------------------------------------------------------------ | ----------------------------------------------------------------------------------------- | --------- |
| 2005 | Лучший дизайн заглавных титров                                           | Мэтт Малдер, Джейк Сарджент, Дэн Браун и Дэйв Моллой                                      | Номинация |
| 2005 | Лучший кастинг драматического телесериала                                | Эми Липпенс                                                                               | Номинация |
| 2011 | Лучший монтаж звука в комедийном или драматическом сериале (одночасовой) | Вон Варга, Хуан Сиснерос, Джозеф Деанджелис и Брэд Норт (эпизод «Гром среди ясного неба») | Победа    |

## Премия «Золотой глобус»
«Золотой глобус» — американская премия, присуждаемая Голливудской ассоциацией иностранной прессы с 1944 года за кинофильмы и телевизионные картины. Вручается каждый год в январе по результатам голосования примерно 90 международных журналистов, живущих в Голливуде.
| Год  | Категория                                                 | Номинант      | Результат |
| ---- | --------------------------------------------------------- | ------------- | --------- |
| 2006 | Лучшая мужская роль в телевизионном драматическом сериале | Хью Лори      | Победа    |
| 2007 | Лучшая мужская роль в телевизионном драматическом сериале | Хью Лори      | Победа    |
| 2008 | Лучший драматический сериал                               | «Доктор Хаус» | Номинация |
| 2008 | Лучшая мужская роль в телевизионном драматическом сериале | Хью Лори      | Номинация |
| 2009 | Лучший драматический сериал                               | «Доктор Хаус» | Номинация |
| 2009 | Лучшая мужская роль в телевизионном драматическом сериале | Хью Лори      | Номинация |
| 2010 | Лучший драматический сериал                               | «Доктор Хаус» | Номинация |
| 2010 | Лучшая мужская роль в телевизионном драматическом сериале | Хью Лори      | Номинация |

## Премия Ассоциации телевизионных критиков
Премия Ассоциации телевизионных критиков — ежегодная американская премия за выдающиеся достижения в области телевидения. Награда учреждена в 1984 году Ассоциацией телевизионных критиков.
| Год  | Категория                     | Номинант      | Результат |
| ---- | ----------------------------- | ------------- | --------- |
| 2005 | Личные достижения в драме     | Хью Лори      | Победа    |
| 2005 | Выдающиеся достижения в драме | «Доктор Хаус» | Номинация |
| 2009 | Личные достижения в драме     | Хью Лори      | Номинация |

## Премия Американской ассоциации звукорежиссёров
Премия Американской ассоциации звукорежиссёров (CAS Awards), была учреждена в 1964 году и присуждается за выдающиеся достижения в сфере сведения звука в кино и на телевидении.
| Год  | Категория                                                           | Номинант               | Результат |
| ---- | ------------------------------------------------------------------- | ---------------------- | --------- |
| 2008 | Выдающиеся достижения в сведении звука для телесериала              | (эпизод «Крайний шаг») | Номинация |
| 2009 | Выдающиеся достижения в сведении звука для одночасового телесериала | (эпизод «Сломленный»)  | Номинация |

## Премия Гильдии сценаристов США
Премия Гильдии сценаристов США — ежегодная награда, вручаемая за выдающиеся достижения в кинематографе, телевидении и радио Гильдией сценаристов Америки начиная с 1949 года.
| Год  | Категория                                        | Номинант                           | Результат |
| ---- | ------------------------------------------------ | ---------------------------------- | --------- |
| 2006 | Лучший сценарий в эпизоде драматического сериала | Лоуренс Кэплоу (эпизод «Аутопсия») | Победа    |

## Премия Пибоди
Премия Пибоди — ежегодная международная награда за выдающийся вклад в области радиовещания и телевидения. Отмечает достижения в области вещательной журналистики, создания документальных фильмов, образовательных, развлекательных и детских программ. Впервые была вручена в 1941 году и является одной из старейших премий в масс-медиа.
| Год  | Категория     | Номинант(ы)   | Результат |
| ---- | ------------- | ------------- | --------- |
| 2005 | Премия Пибоди | «Доктор Хаус» | Победа    |

## Премия «Сатурн»
Премия «Сатурн» — американская награда, вручаемая Академией научной фантастики, фэнтези и фильмов ужасов, начиная с 1972 года по результатам голосования членов Академии.
| Год  | Категория                      | Номинант      | Результат |
| ---- | ------------------------------ | ------------- | --------- |
| 2006 | Лучшее DVD-издание телесериала | «Доктор Хаус» | Номинация |

## Премия People’s Choice Awards
People’s Choice Awards — американская премия, которая присуждается деятелям поп-культуры по итогам зрительского голосования. Вручается ежегодно, начиная с 1975 года. До 2005 года победителя в каждой из номинаций выясняли с помощью социологического опроса, а затем было организовано голосование в Интернете.
| Год  | Категория                   | Номинант      | Результат |
| ---- | --------------------------- | ------------- | --------- |
| 2007 | Любимая телевизионная драма | «Доктор Хаус» | Номинация |
| 2008 | Любимая телевизионная драма | «Доктор Хаус» | Победа    |